# Disterigma stereophyllum
Disterigma stereophyllum är en ljungväxtart som först beskrevs av Albert Charles Smith, och fick sitt nu gällande namn av J. L. Luteyn. Disterigma stereophyllum ingår i släktet Disterigma och familjen ljungväxter. Inga underarter finns listade i Catalogue of Life.